# South Eastern Trains

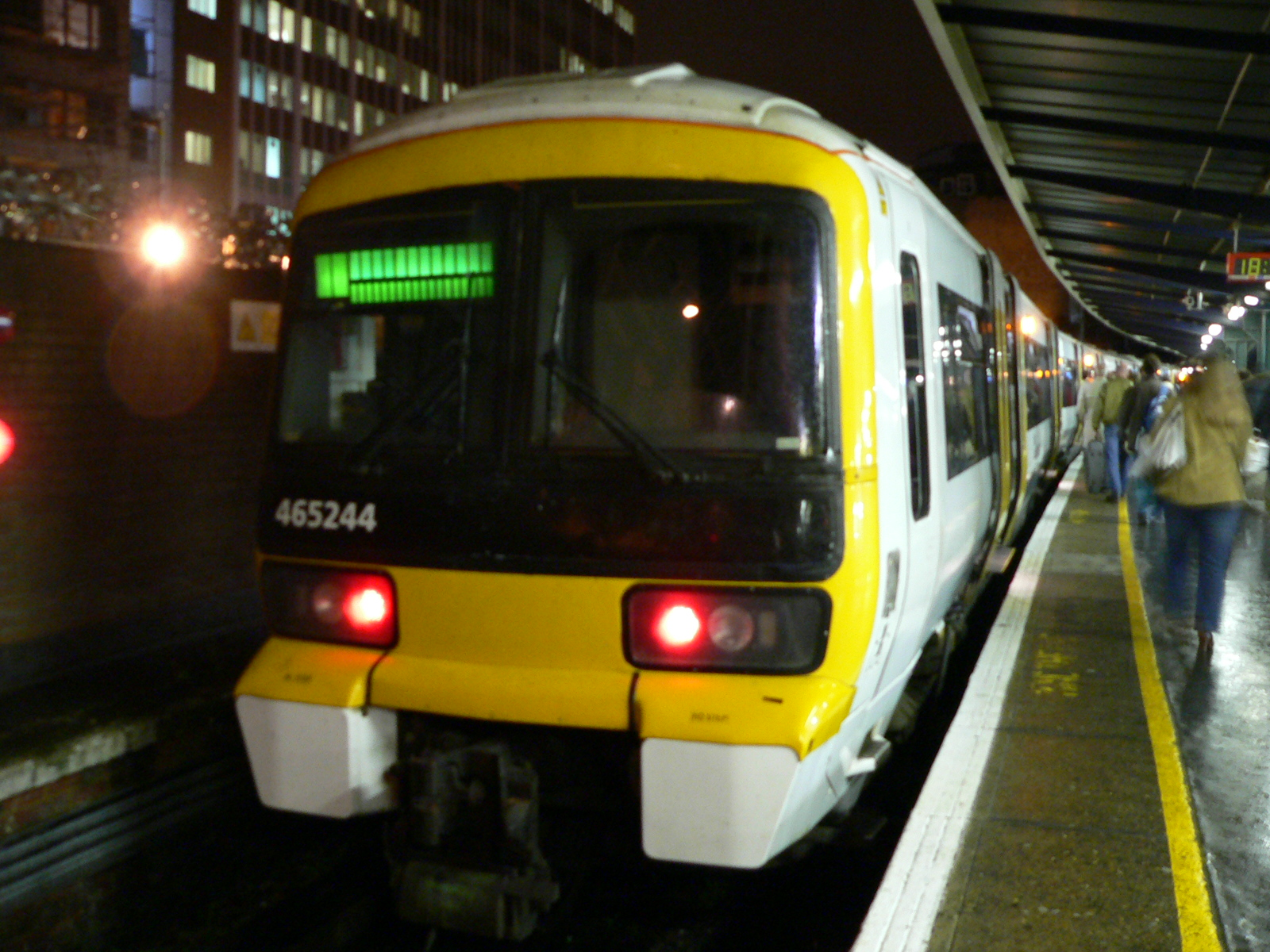
South Eastern Trains Class 465

South Eastern Trains (‘Ferrocarrils del Sud-est’, en anglès) fou una companyia de trens que gestionava serveis al sud-est d'Anglaterra, precisament a Londres, el comtat de Kent i una part del comtat d'East Sussex. Existí des del novembre del 2003, quan Connex South Eastern va perdre la seva llicència per gestionar els trens de l'àrea, fins a l'1 d'abril del 2006, quan Southeastern començà a operar a la franquícia integrada de Kent.